# Liste der Kulturdenkmale in Canitz (Riesa)
In der Liste der Kulturdenkmale in Canitz sind die Kulturdenkmale des Riesaer Ortsteils Canitz verzeichnet, die bis September 2021 vom Landesamt für Denkmalpflege Sachsen erfasst wurden (ohne archäologische Kulturdenkmale). Die Anmerkungen sind zu beachten.
Diese Aufzählung ist eine Teilmenge der Liste der Kulturdenkmale in Riesa.

## Canitz
| Bild           | Bezeichnung | Lage                            | Datierung | Beschreibung | ID       |
| -------------- | --- | ------------------------------- | --- | --- | -------- |
| Weitere Bilder | Ehemalige Schule | Oschatzer Straße 5 (Karte)      | Älterer Teil 1819; 1905/1910 | Schlichte Putzfassade, Dachreiter, Bedeutung für die Volksbildung und die Ortsgeschichte. Zwei Geschosse, Kunststein-Fensterrahmungen, Bruchsteinsockel, über Tür Inschrift „Mt. 23,8“. Original: Haustür mit Oberlicht und Klinke, Hoftür. | 08965388 |
|                | Scheune eines Bauernhofes | Oschatzer Straße 23 (Karte)     | Bezeichnet mit 1908 | Massives Gebäude, eine der größten Scheunen im Dorf, wirtschaftsgeschichtlich von Bedeutung. Zwei große Tore, geputzter Ziegelbau. | 08965386 |
|                | Wohnhaus | Oschatzer Straße 29 (Karte)     | 1. Hälfte 19. Jahrhundert | Fachwerk im Obergeschoss, traufständiges Gebäude in wichtiger Ortslage schräg gegenüber dem Gasthof, baugeschichtlich von Bedeutung. Zwei Geschosse, Krüppelwalm, Sandstein-Fenstergewände im Erdgeschoss. | 08965385 |
|                | Pfarrhof mit Pfarrhaus (Nr. 35) und Seitengebäude (Nr. 37) sowie Hofmauer | Oschatzer Straße 35, 37 (Karte) | 1741 (Pfarrhaus); 1829 (Seitengebäude) | In Ortslage Canitz, reizvolles Ensemble als Mittler zwischen Kirchhof (mit Ruine der Canitzer Kirche) und ehemaligem Mühlgut, ortsbildprägend und von ortsgeschichtlichem Interesse. - Seitengebäude (Wohnhaus): zwei Geschosse, Fachwerk Lehm, Sandsteingewände, Lage am Mühlgraben (rückwärtig des Grundstücks der ehemalige Mühlgraben) - angebauter Stallteil: Bruchsteinmauerwerk, Sandsteingewände, unter Umständen ehemals Lagerhaus - Pfarrhaus: heute Kirchgemeindehaus, zwei Geschosse, fünf Achsen, Krüppelwalmdach, Neuverputz | 08965382 |
|                | Wohnhaus, Stallgebäude (mit Kumthalle) und Scheune eines Bauernhofes | Oschatzer Straße 41 (Karte)     | Um 1850 (Bauernhaus); um 1890 (Scheune) | Wohnhaus mit hoseitigem Fachwerk-Obergeschoss, eines der größten erhaltenen Bauerngüter im Ort, baugeschichtlich und wirtschaftsgeschichtlich von Bedeutung | 08965380 |
| Weitere Bilder | Kirchhof mit Leichenhaus, Einfriedungsmauer und Torpfeilern, zwei Bronze-Glocken im neuen Glockenturm, Ruine der Kirche, Inschrifttafel an der Kirchenruine, Denkmal für die Gefallenen des Ersten Weltkrieges an der Kirchenruine und Grabanlage (mit Einfriedung) | Schäfereistraße 2 (Karte)       | 1697 (Kirchenruine); bezeichnet mit 1697 (Inschrifttafel); um 1859 (Leichenhaus und Kirchhof); 1430 (Glocke); 1921 (Kriegerdenkmal); 1933 (Glocke) | Eine Glocke gegossen 1430, eine der ältesten datierten Glocken Sachsens, wichtiger Zeugniswert beider Glocken, Kriegerdenkmal und Grabmal ortsgeschichtlich von Bedeutung. - Leichenhaus: Putzbau, Tür Sandsteingewände, Tür mit alten Beschlägen - Grabsteine: Marie von Watzdorf, 1807–1885, Granitquader auf Sockel, poliert, alle vier Seiten Inschrift - Kirche 1974/1975 bis auf die Umfassungsmauern abgebrochen (bereits 1967 Schließung der Kirche wegen Einsturzgefahr) - Glocken (zwei Bronze-Glocken, 1430 und 1933 gegossen): aus alter Dorfkirche von Canitz geborgen und in neuem Glockenturm auf oben genannten Kirch-/Friedhof wiederverwendet, beide Glocken zum Teil beschädigt, Glocken historisch wertvoll, die eine mit Seltenheitswert, weil 1430 gegossen und aus dieser Zeit wenige Exemplare erhalten, die andere ebenfalls wichtiger Dokumentationswert, weil im Jahre 1933 nur wenige Glocken gegossen wurden - Glocke-Gussjahr 1430: Gießer unbekannt, sechs Henkel (davon einer abgebrochen), eine der ältesten datierten Glocken Sachsens - barocke Sandsteintafel an der Kirchenruine (bezeichnet mit 1697) - Denkmal für die Gefallenen des Ersten Weltkrieges (steht an der südlichen Außenwand des ehemaligen Kirchturms auf dem Fried-/Kirchhof): Steht auf einer Granitschwelle, Aufbau in Art eines Tempelmotivs, schlichte klassische Form, zwei auf Postamenten ruhende Pfeiler tragen dreieckigen Giebelaufsatz, Granit mit eingelassener Platte, auf der in zwei senkrecht parallelen Spalten die Namen der Gefallenen aufgelistet sind. Dreieckiger Giebelaufsatz mit Kreuz in kreisrunder Vertiefung und mit Inschrift „Umsonst, doch nicht verloren“. Eine untere Mittelplatte, gleichfalls Granit, trägt die Inschrift (in lateinischen Buchstaben) „Niemand hat größere Liebe denn die, daß er sein Leben läßt für seine Freunde. Joh. 15,13“. Ehrenmal ausgeführt von Bildhauerfirma Max Taupitz/Riesa. Einweihung 26. Juni 1921 laut Urkunde. | 08965373 |
|                | Stallgebäude des ehemaligen Rittergutes | Schäfereistraße 4 (Karte)       | 18. Jahrhundert | Relikt eines Gehöfts (Gebäude war ursprünglich doppelt so groß), baugeschichtliche Relevanz (Dachstuhl Besonderheit). Eingeschossig, Wanddicke ein Meter, Gebäude ging ursprünglich durch bis zur Schäfereistraße. | 08965375 |
|                | Wohnhaus eines Bauernhofes | Siedlungsstraße 6 (Karte)       | Um 1850 | Mit Fachwerk-Obergeschoss und Lehmausfachung, ländliches Wohnhaus am Ortsrand, baugeschichtlich von Bedeutung. Zwei Geschosse, Krüppelwalm, Jalousien entstellend, Hofseite breitere Fenster, bildet Bauernhof mit Nummer 4. | 08965378 |

## Ehemaliges Denkmal
| Bild                                    | Bezeichnung                                  | Lage                       | Datierung | Beschreibung | ID       |
| --------------------------------------- | -------------------------------------------- | -------------------------- | --------- | --- | -------- |
| Direkt Bild zu diesem Denkmal hochladen | Segelflugzeug Lom 57 Libelle (Werknummer 15) | Siedlungsstraße 51 (Karte) | 1959      | Abgesehen von wenigen, der durchgängigen Nutzung geschuldeten und zum Teil bereits rückgängig gemachten Veränderungen sehr authentisch erhaltenes Zeugnis der Geschichte des Segelflugzeugbaus in der DDR, technikgeschichtlich von Bedeutung, zudem als eines der wenigen überhaupt erhaltenen Segelflugzeuge dieses Typs und als einziges durchgängig flugfähiges aus dieser Zeit von Seltenheitswert und großem Anschauungs- und Erlebniswert. Hochleistungs-Einsitzer für Thermik-, Geschwindigkeits- und Höhenflüge sowie einfachen Kunstflug. Die Libelle der Baureihe Lom 57 zeichnete sich aus durch ihre solide, aerodynamisch gute Konstruktion mit möglichst geringer und sauber ausgeführter Oberfläche (Gleitzahl 30), durch eine einfache und schnelle Montage aufgrund der Einbolzen-Schnellkupplung sowie der automatischen Ruder- und Bremsklappenanschlüsse (zu dieser Zeit ein Novum im Segelflugzeugbau) und einem für die Lommatzscher Segelflugzeuge neuartigen Bremsklappen-System. Letzteres war allerdings aufgrund der guten Gleitfähigkeit der Libelle nicht übermäßig wirkungsvoll. Die Libelle war damit insbesondere bei schwacher Thermik anderen Segelflugzeugen (nicht nur aus der DDR) überlegen. Zur Konstruktion: - freitragender Mitteldecker in Holzbauweise - für Winden- und Flugzeugschlepp (Kiel- bzw. Bugfesselung) geeignet - Rumpf in Spant-Stringer-Konstruktion, sperrholzbeplankt, Tragwerk und Leitwerk zum Teil auch stoffbespannt (z. B. Ruder) - Haube aus Plexiglas zum Aufklappen, im Notfall durch Hebelbetätigung abwerfbar - Bugkappe mit Öffnungen für Druckabnahme sowie für Flugzeugschlepp - zweiteiliges Tragwerk, zwei Flügel mit einer Gesamt-Spannweite von 16,5 m, zwecks Transport demontierbar, zur Flügelmontage werden die Flügelholme auf beiden Seiten des Rumpfes in eine durchgehende Holmbrücke gesteckt und mittels eines zentralen Sicherungsbolzens fixiert (Einbolzen-Schnellkupplung), der Anschluss der Ruder- und Bremsklappenanschlüsse erfolgt dabei selbsttätig - Leitwerk am Heck, Höhenleitwerksflächen für den Transport des Flugzeugs hochklappbar, darunter Heckkufe - Steuerung mittels Steuerknüppel und Pedalen, Übertragung der Querruder- und Bremsklappensteuerung im Rumpf über Stahlseile, im Tragwerk über Stoßstangen - Instrumentierung ursprünglich aus Fahrt- und Höhenmesser, Fein- und Grobvariometer, Kompass und elektrischem Wendezeiger bestehend - Fahrwerk nicht original, Libelle ursprünglich mit Bug- und Heckkufe ausgestattet, derzeit mit Bugrad anstelle einer Kufe (zwecks Landung auf befestigten Flugplätzen) Zwischen 2021 und 2024 aus der Denkmalliste gestrichen. | 09306103 |

## Tabellenlegende
- Bild: Bild des Kulturdenkmals, ggf. zusätzlich mit einem Link zu weiteren Fotos des Kulturdenkmals im Medienarchiv Wikimedia Commons. Wenn man auf das Kamerasymbol klickt, können Fotos zu Kulturdenkmalen aus dieser Liste hochgeladen werden:
- Bezeichnung: Denkmalgeschützte Objekte und ggf. Bauwerksname des Kulturdenkmals
- Lage: Straßenname und Hausnummer oder Flurstücknummer des Kulturdenkmals. Die Grundsortierung der Liste erfolgt nach dieser Adresse. Der Link (Karte) führt zu verschiedenen Kartendiensten mit der Position des Kulturdenkmals. Fehlt dieser Link, wurden die Koordinaten noch nicht eingetragen. Sind diese bekannt, können sie über ein Tool mit einer Kartenansicht einfach nachgetragen werden. In dieser Kartenansicht sind Kulturdenkmale ohne Koordinaten mit einem roten bzw. orangen Marker dargestellt und können durch Verschieben auf die richtige Position in der Karte mit Koordinaten versehen werden. Kulturdenkmale ohne Bild sind an einem blauen bzw. roten Marker erkennbar.
- Datierung: Baubeginn, Fertigstellung, Datum der Erstnennung oder grobe zeitliche Einordnung entsprechend des Eintrags in der sächsischen Denkmaldatenbank
- Beschreibung: Kurzcharakteristik des Kulturdenkmals entsprechend des Eintrags in der sächsischen Denkmaldatenbank, ggf. ergänzt durch die dort nur selten veröffentlichten Erfassungstexte oder zusätzliche Informationen
- ID: Vom Landesamt für Denkmalpflege Sachsen vergebene, das Kulturdenkmal eindeutig identifizierende Objekt-Nummer. Der Link führt zum PDF-Denkmaldokument des Landesamtes für Denkmalpflege Sachsen. Bei ehemaligen Kulturdenkmalen können die Objektnummern unbekannt sein und deshalb fehlen bzw. die Links von aus der Datenbank entfernten Objektnummern ins Leere führen. Ein ggf. vorhandenes Icon  führt zu den Angaben des Kulturdenkmals bei Wikidata.